# 황화알릴
황화알릴은 황과 알리신으로 이루어진 화합물이다. 분자식은 C6H10S로 양파와 마늘, 파를 조리할 때 발생하는 자극적인 냄새의 성분이다.
세균이 생존을 위해 생성하는 막인 바이오필름을 제거하는 효과가 있으며 소화와 이뇨작용을 돕는 데 효과가 있다. 살균과 항균 작용에 뛰어나 디프테리아, 이질, 결핵, 포도상구균을 예방하고 혈액순환 개선에 효과적이어서 각종 성인병을 예방하는 데 효과가 있다. 비타민B1과 함께 결합하면 비타민B1의 흡수율을 높여주는 역할을 한다. 또한 발암물질, 돌연변이원, 종양 등을 막는 성분으로 암을 예방하는 효과가 있다.